# Landgericht Colmar
Das Landgericht Colmar war 1871 bis 1918 eines von sechs deutschen Landgerichten im Reichsland Elsaß-Lothringen mit Sitz in Colmar.

## Geschichte

### Reichsland Elsaß-Lothringen
Nach der Annexion Elsass-Lothringens durch das Deutsche Reich 1871 wurde die Gerichtsstruktur mit dem Gesetz, betreffend Abänderung der Gerichtsverfassung vom 14. Juli 1871 und der Ausführungsbestimmung hierzu vom gleichen Tag neu geregelt. Die bestehenden Arrondissementsgericht wurden aufgehoben und Landgerichte als Gerichte zweiter Instanz eingerichtet. Das Landgericht Colmar war dem Oberlandesgericht Colmar nachgeordnet. Der Landgerichtsbezirk umfasste den Bezirk des Arrondissementsgerichtes Colmar und aus dem Bezirk des Arrondissementsgerichtes Schlettstadt die Kantone Schlettstadt und Barr. Am Landgericht Colmar wurde ein Schwurgericht eingerichtet, das für die Landgerichtsbezirke Colmar und Mülhausen zuständig war. Zum 1. Oktober 1879 traten die Änderungen des Gerichtsverfassungsgesetzes in Kraft. Die Eingangsgerichte, die in Frankreich die Bezeichnung Friedensgericht getragen hatten, wurden nun einheitlich im Deutschen Reich zu Amtsgerichten.
Dem Landgericht waren folgende Amtsgerichte nachgeordnet:
| Amtsgericht                   | Sitz              | Rheinschifffahrtsgericht | Zahl Richter |
| ----------------------------- | ----------------- | ------------------------ | ------------ |
| Amtsgericht Barr              | Barr              | 0                        | 1            |
| Amtsgericht Ensisheim         | Ensisheim         | ja                       | 1            |
| Amtsgericht Colmar            | Colmar            | 0                        | 2            |
| Amtsgericht Gebweiler         | Guebwiller        | 0                        | 1            |
| Amtsgericht Kaysersberg       | Kaysersberg       | 0                        | 1            |
| Amtsgericht Markirch          | Markirch          | 0                        | 1            |
| Amtsgericht Markolsheim       | Marckolsheim      | ja                       | 1            |
| Amtsgericht Münster im Elsass | Münster im Elsass | 0                        | 1            |
| Amtsgericht Neu-Breisach      | Neu-Breisach      | ja                       | 1            |
| Amtsgericht Rappoltsweiler    | Rappoltsweiler    | 0                        | 1            |
| Amtsgericht Rufach            | Rufach            | 0                        | 1            |
| Amtsgericht Schlettstadt      | Schlettstadt      | 0                        | 1            |
| Amtsgericht Schnierlach       | Schnierlach       | 0                        | 1            |
| Amtsgericht Sulz im Oberelsaß | Sulz im Oberelsaß | 0                        | 1            |
| Amtsgericht Weiler            | Weiler            | 0                        | 1            |

Quelle siehe
Das Gericht hatte 1880 einen Präsidenten, zwei Direktoren und sieben Richter und war für etwa 280.000 Einwohner zuständig.
Mit der Reannexion Elsass-Lothringens durch Frankreich nach dem Ersten Weltkrieg 1918 wurde wieder die französische Gerichtsorganisation eingeführt.

### Deutsche Besetzung 1940–1944
Nach Eroberung des Elsass und Lothringens im Sommer 1940 wurde im Elsass eine deutsche Zivilverwaltung unter CdZ Robert Wagner eingerichtet, wobei bei der Gerichtsstruktur im Wesentlichen auf die Strukturen von 1918 zurückgegriffen wurde. Die bisherigen Kantonsgerichte wurden in Amtsgerichte, die bisherigen Gerichte 1. Instanz in Landgerichte umgewandelt. Das Landgericht Kolmar (Schreibung mit K) war dem Oberlandesgericht Kolmar unterstellt. Ab 1. November 1941 galten im Elsass und in Lothringen zudem das deutsche Gerichtsverfassungsgesetz und die Zivilprozessordnung. Die Gebiete, die einem CdZ unterstellt waren, wurden dabei zwar wie Reichsgebiete behandelt, aber nicht annektiert und gehörten deswegen nicht zum Deutschen Reich. Zum Ende des Jahres 1944 brach die deutsche Besatzung mit dem Vorrücken der Alliierten zusammen. Die alte Gerichtsorganisation wurde wieder hergestellt.